# Patricio Núñez
Patricio Fernando Núñez Ríos (Arequipa, Perú, 15 de junio de 2007) es un futbolista peruano. Juega como mediocentro ofensivo y su equipo actual es Foot Ball Club Melgar de la Liga 1 de Perú.

## Trayectoria

### FBC Melgar
Arequipeño de nacimiento, es formado en las menores de Melgar. En 2022 integra su categoría sub-16 y la sub-17 en 2023. Ese mismo año, juega sus dos primeros partidos con el equipo de reservas, con dieciséis años de edad. En su partido de debut anota su primer gol. Para 2024 se integra más al equipo, disputando once partidos y logrando un doblete. Saldrían subcampeones y obtuvieron así un cupo para la nueva Liga 3.
El 3 de diciembre de 2024, pudo firmar su primer contrato profesional y subiría así al primer equipo para 2025, junto a tres compañeros de la reserva. Tendría la confianza del DT Walter Ribonetto para ser parte de la delegación que realizaría la pretemporada en Colombia. Allí pudo jugar en tres de los cuatro amistosos, siendo dos como titular y uno ingresando desde la banca. Sería presentado en la Noche Rojinegra, donde igualmente ingresó desde el banco en el empate sin goles ante Deportivo Cuenca. Con el primer equipo ha estado en seis partidos en el banquillo, siendo uno por Libertadores y tres por Sudamericana. Para tener rodaje, fue inscrito con el segundo equipo que disputa la Liga 3. Tendría su debut en la primera fecha, cuando visitaron Calca para enfrentar a Juventud Alfa. Ingresaría en el entretiempo por Carlos Casas en lo que sería derrota por 2-1. En la séptima fecha anotaría su primer gol, poniendo el primero del partido ante Defensor José María Arguedas, perdiendo finalmente 2-3.

## Estadísticas
| Club                       | Div.          | Temporada     | Liga  | Liga  | Liga   | Copas nacionales(1) | Copas nacionales(1) | Copas nacionales(1) | Copas internacionales(2) | Copas internacionales(2) | Copas internacionales(2) | Total | Total | Total  |
| Club                       | Div.          | Temporada     | Part. | Goles | Asist. | Part.               | Goles               | Asist.              | Part.                    | Goles                    | Asist.                   | Part. | Goles | Asist. |
| -------------------------- | ------------- | ------------- | ----- | ----- | ------ | ------------------- | ------------------- | ------------------- | ------------------------ | ------------------------ | ------------------------ | ----- | ----- | ------ |
| F. B. C. Melgar "B" · Perú | 3.ª           | 2025          | 4     | 1     | 0      | —                   | —                   | —                   | —                        | —                        | —                        | 4     | 1     | 0      |
| F. B. C. Melgar "B" · Perú | Total club    | Total club    | 4     | 1     | 0      | 0                   | 0                   | 0                   | 0                        | 0                        | 0                        | 4     | 1     | 0      |
| Total carrera              | Total carrera | Total carrera | 4     | 1     | 0      | 0                   | 0                   | 0                   | 0                        | 0                        | 0                        | 4     | 1     | 0      |
| (1) (2)                    |               |               |       |       |        |                     |                     |                     |                          |                          |                          |       |       |        |